# Piñon Hills
Bloomington – jednostka osadnicza w Stanach Zjednoczonych, w stanie Kalifornia, w hrabstwie San Bernardino.